# HSRP
HSRP (англ. Hot Standby Router Protocol) — фірмовий протокол Cisco, призначений для збільшення доступності маршрутизаторів, що виконують роль шлюзу. Це досягається шляхом об'єднання маршрутизаторів в standby групу та призначення їм загальної IP-адреси, яка і буде використовуватися як шлюз за замовчуванням для комп'ютерів в мережі.
Вільною альтернативою протоколу HSRP є протокол CARP, розроблений в 2003 р. командою розробників операційної системи OpenBSD і який не має проблем з патентними правами.